# Pentastiridius lata
Pentastiridius lata är en insektsart som först beskrevs av Melichar 1905.  Pentastiridius lata ingår i släktet Pentastiridius och familjen kilstritar. Inga underarter finns listade i Catalogue of Life.